# Chamełka
Chamełka – element stroju biłgorajsko-tarnogrodzkiego. Drewniana, a w późniejszych okresach tekturowa obręcz obciągnięta siateczką. Była noszona pod zawiciem czepca kobiecego. Nadawała ona czepcowi okrągły kształt. Z czasem nazwa chamełka była używana jako nazwa dla całego czepca kobiecego.